# Плавильщиков, Пётр Алексеевич
Пётр Алексеевич Плавильщиков (24 марта (4 апреля) 1760, Москва, Российская империя — 18 (30) октября 1812, Ханенево, Бежецкий уезд, Тверская губерния, Российская империя) — русский писатель, драматург и актёр, театральный режиссёр.

## Биография
Учился в университетской гимназии, затем — на философском факультете Московского университета (1776—1779). В 1782 году издавал еженедельник «Утро».
Актёр Петербургского придворного театра (1779—1793), а с 1787 года, после отставки И. А. Дмитревского — инспектор русской труппы в том же театре. В 1790-е годы Плавильщиков занимал ведущее место на петербургской сцене, работая актёром и режиссёром. В 1793 году он возвратился в Москву, выступал на сцене Петровского театра Майкла Медокса, учил декламации воспитанников Благородного пансиона при Московском университете, а также руководил домашними театрами кн. П. М. Волконского, Н. П. Шереметева, А. Н. Дурасова и др.
Член Общества любителей российской словесности при Московском университете (1811).
Его братья: Василий Алексеевич и Алексей Алексеевич.
В теоретических статьях - «Театр»  и «Рассуждение о зрелищах Древней Греции» - Пётр доказывал значимость театра и требовал от него «естественности» и национального своеобразия.

## Сочинения

### Трагедии
- «Дружество» (СПб., 1783, 1787)
- «Тахмас-Кулыхан» (1785; ставилась в Петербурге в 1785, в Москве в 1800)
- «Рюрик» (СПб., 1816). Поставлена на сцене Придворного театра (Петербург) под названием «Всеслав» (вероятно, в 1791 году), в Москве в 1794 году.
- «Ермак, покоритель Сибири» (М., 1806).

### Драмы
- «Барский проступок»
- «Граф Вальтрон, или Воинская подчиненность» (Санкт-Петербург, 1816; перевод драмы Г. - Ф. Мёллера),
- «Ленса, или Дикие в Америке» с хорами и балетом (премьера в Москве в 1799 году)

### Комедии
- «Бобыль», поставлена в 1790 году (изд. СПб., 1792; 2-е изд. СПб., 1815)
- «Мельник и сбитенщик — соперники» (представлена впервые в 1790; напеч. в СПб., 1793; 2-е изд. СПб., 1815)
- «Сговор Кутейкина» (пост. в 1789; напеч. в СПб., 1799; 2-е изд. СПб., 1821)
- «Сиделец» [1804] (СПб., 1807)
- «Чистосердечие», перевод-переделка пьесы А. Коцебу «Граф Вальтрон» (СПб., 1816)
- «Братья Своеладовы» (Санкт-Петербург, 1816)
- «Парик»

### Оды и статьи
- «Нечто о врожденном свойстве душ российских» (1792, Февр., Апр.; журнал «Зритель»)
- «Театр» (Июнь; Авг. — Окт.; там же).
- Оды на взятие Очакова (1788), на заключение мира со шведами (1790), на коронование Александра I (1801).

### Собрания сочинений
- Сочинения, 4 части, Петербург, тип. А. Плавильщикова, 1816.
- Плавильщиков П. А. Собрание драматических сочинений. СПб.: Гиперион, 2002. — 640 с. — (Российская драматическая библиотека, II. Сост., вступит. ст., коммент. А. Ф. Некрыловой.) ISBN 5-89332-052-2